# Lista de eventos do Invicta Fighting Championships
Esta é uma lista de eventos realizados pelo Invicta Fighting Championships, uma organização de artes marciais mistas (MMA por sua sigla em inglês) com base nos Estados Unidos composta somente por mulheres.

## Eventos
| No. | Evento                           | Data                  | Local                | Público                        |
| --- | -------------------------------- | --------------------- | -------------------- | ------------------------------ |
| 1   | Invicta FC 1: Coenen vs. Ruyssen | 28 de abril de 2012   | Kansas City, Kansas  |                                |
| 2   | Invicta FC 2: Baszler vs. McMann | 28 de julho de 2012   | Kansas City, Kansas  |                                |
| 3   | Invicta FC 3: Penne vs. Sugiyama | 6 de outubro de 2012  | Kansas City, Kansas  |                                |
| 4   | Valor Fight 3 - Invicta          | 8 de dezembro de 2012 | Launceston, Tasmania |                                |
| 5   | Invicta FC 4: Esparza vs. Hyatt  | 5 de janeiro de 2013  | Kansas City, Kansas  |                                |
| 6   | Invicta FC 5: Penne vs. Waterson | 6 de abril de 2013    | Kansas City, Kansas  |                                |
| 7   | Invicta FC 6: Cyborg vs Coenen 2 | 13 de julho de 2013   | Kansas City, Kansas  |                                |
| 8   | Invicta FC 7: Honchak vs. Smith  | 7 de dezembro de 2013 | Kansas City, Kansas  | Foi disponível em Pay-Per-View |